# Talpiotgraven

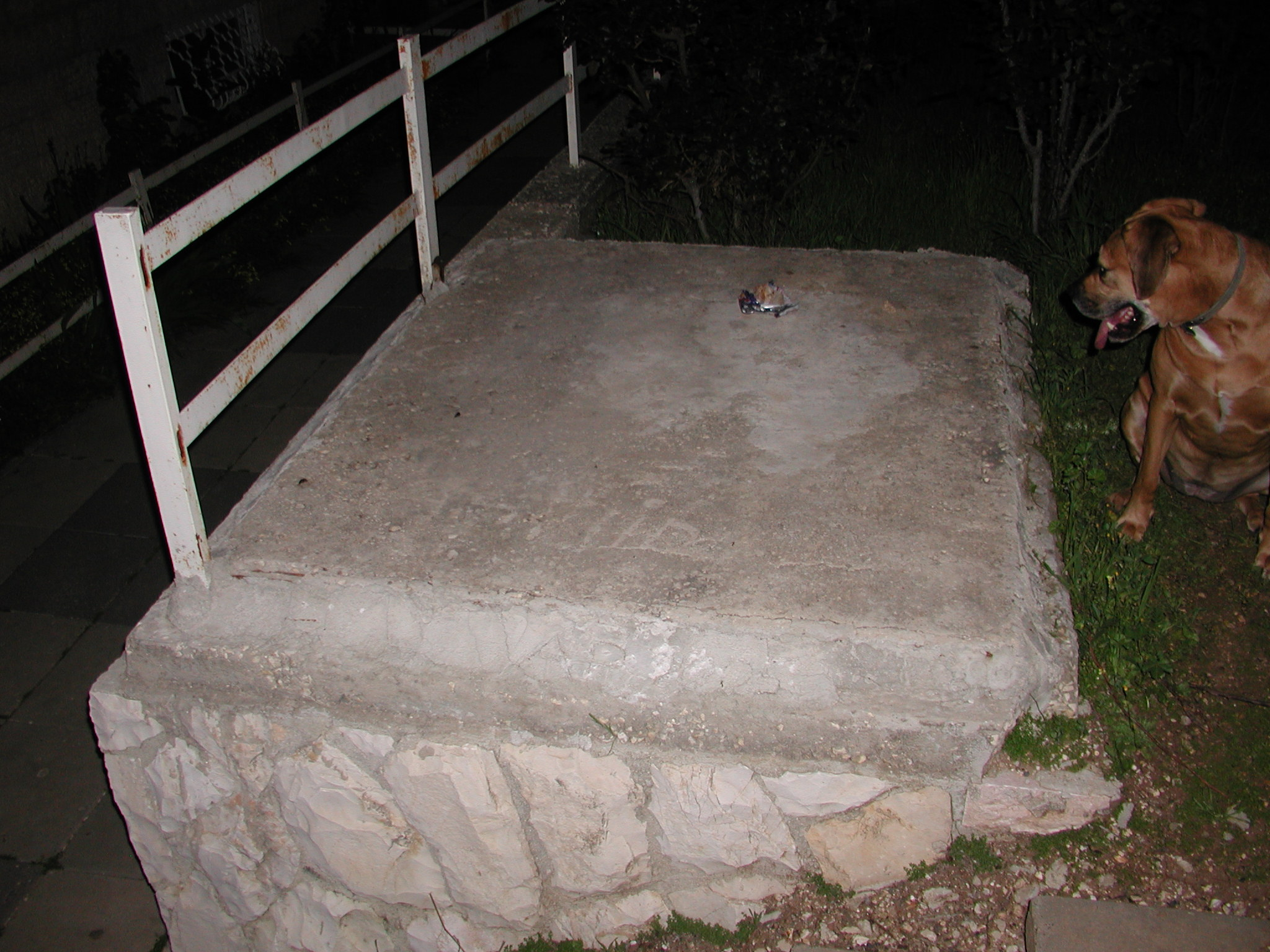
Betongplattan som täcker ingången till Talpiotgraven.

Inskriften Yeshua` bar Yehosef (Jesus, Josefs son).

Talpiotgraven är en grav som upptäcktes 28 mars 1980 i det östra Talpiotområdet (Talpiyot, תלפיות) fem kilometer söder om Gamla staden i Jerusalem, Israel. Den innehöll tio benskrin varav sex hade inskrifter och en av dessa har tolkats som "Jesus, Josefs son" (Yeshua` bar Yehosef), även om detta är omtvistat. Graven innehöll också mänskliga kvarlevor och flera sniderier.
En kontroversiell dokumentärfilm från 2007, producerad av den kanadensiske filmproducenten James Cameron och forskningsjournalisten Simcha Jacobovici, med titeln The Lost Tomb of Jesus och en bok skriven av Jacobovici tillsammans med Charles Pellegrino, The Jesus Family Tomb (ISBN 0061192023), presenterar fynd som författarna anser bevisar att Talpiotgraven var gravplats för Jesus från Nasaret, liksom flera andra gestalter från Nya Testamentet. Detta påstående har ifrågasatts av många arkeologer och teologer, liksom språk- och bibelvetare.
Den heliga gravens kyrka i Jerusalem innehåller den grotta som många kristna anser är den grav som Jesu kropp begravdes i. 
För att skelettbenen skulle kunna sekundärbegravas och läggas i benskrin, som i Talpiotgraven, krävs att Jesus inte kroppsligen uppstod. 